# Клеманська вулиця
Клеманська вулиця — вулиця в Дарницькому районі міста Києва, масив Позняки. Пролягає від Причальної до Сортувальної вулиці.

## Історія
Клеманська вулиця виникла у середині XX століття під назвою Нова. Сучасна назва — з 1957 року.